# 大関駅
大関駅（おおぜきえき）は、福井県坂井市坂井町大味にある、えちぜん鉄道三国芦原線の駅である。駅番号はE37。

## 歴史
- 1928年（昭和3年）12月30日：三国芦原電鉄の福井口 - 芦原（現在のあわら湯のまち駅）間に開業に伴い[3][4]、駅開設[1][2]。
- 1942年（昭和17年）8月1日：三国芦原電鉄が京福電気鉄道（京福）と合併[5]。同社の三国芦原線の駅となる[4]。
- 1967年（昭和42年）4月7日：貨物取扱を廃止[6]。
- 1974年（昭和49年）2月21日：駅業務を委託化[6]。
- 1978年（昭和53年）6月19日：駅業務を廃止、無人化（無人駅）[2][6]。
- 2001年（平成13年）6月24日：京福越前本線で列車正面衝突事故が発生（京福電気鉄道越前本線列車衝突事故）[7]。これに伴う全線運行休止により休業[6][8]。
- 2003年（平成15年）
  - 2月1日：京福がえちぜん鉄道に駅施設を譲渡[8]。同社の三国芦原線の駅となる[2]。
  - 8月10日：三国芦原線の西長田（現在の西長田ゆりの里駅） - 三国港間の運行再開に伴い、営業再開[8]。
- 2017年（平成29年）3月12日：駅舎の駅名看板を相撲文字へ変更（後述）[9][10][11][12]。

## 駅構造

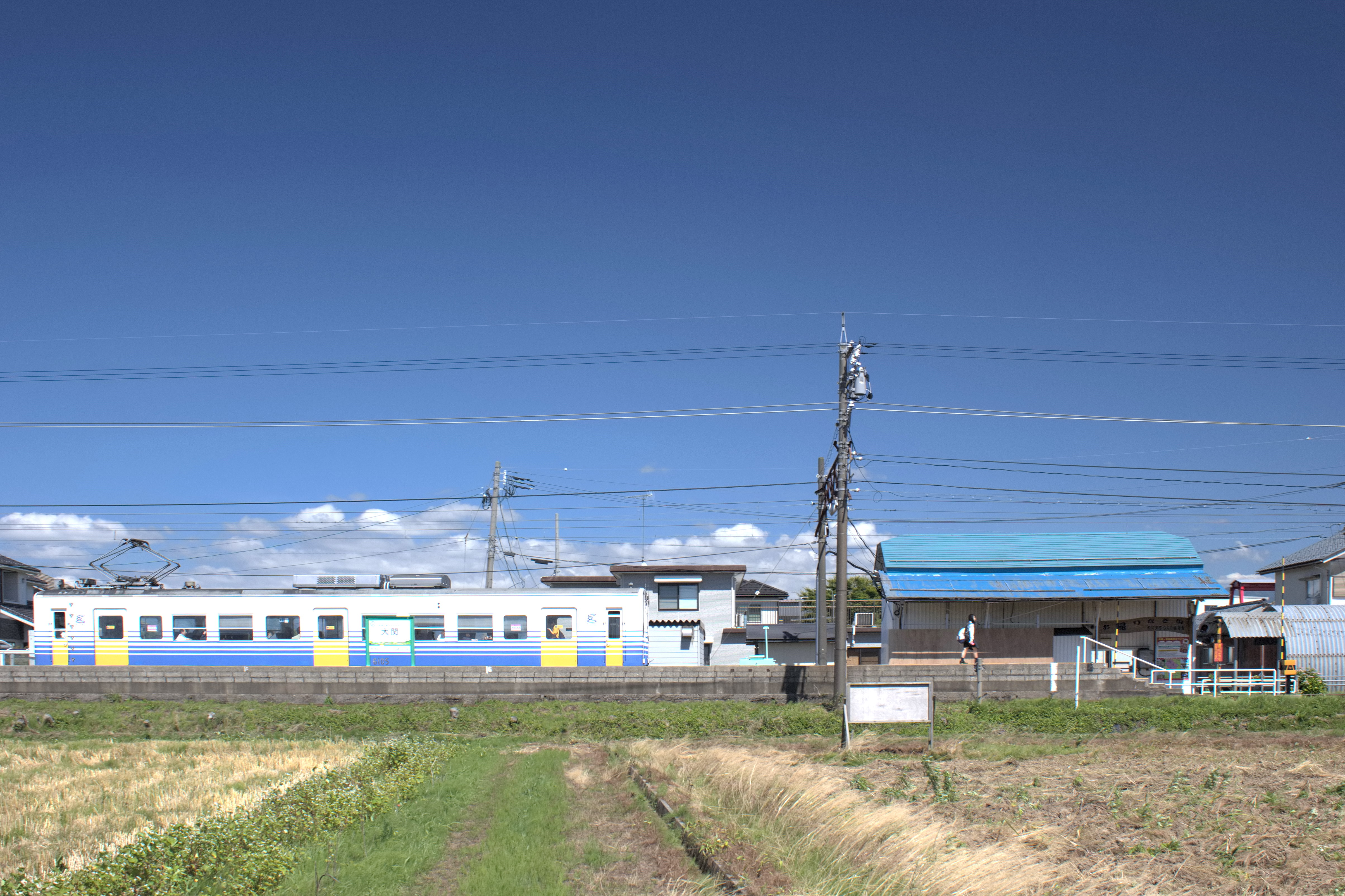
遠景

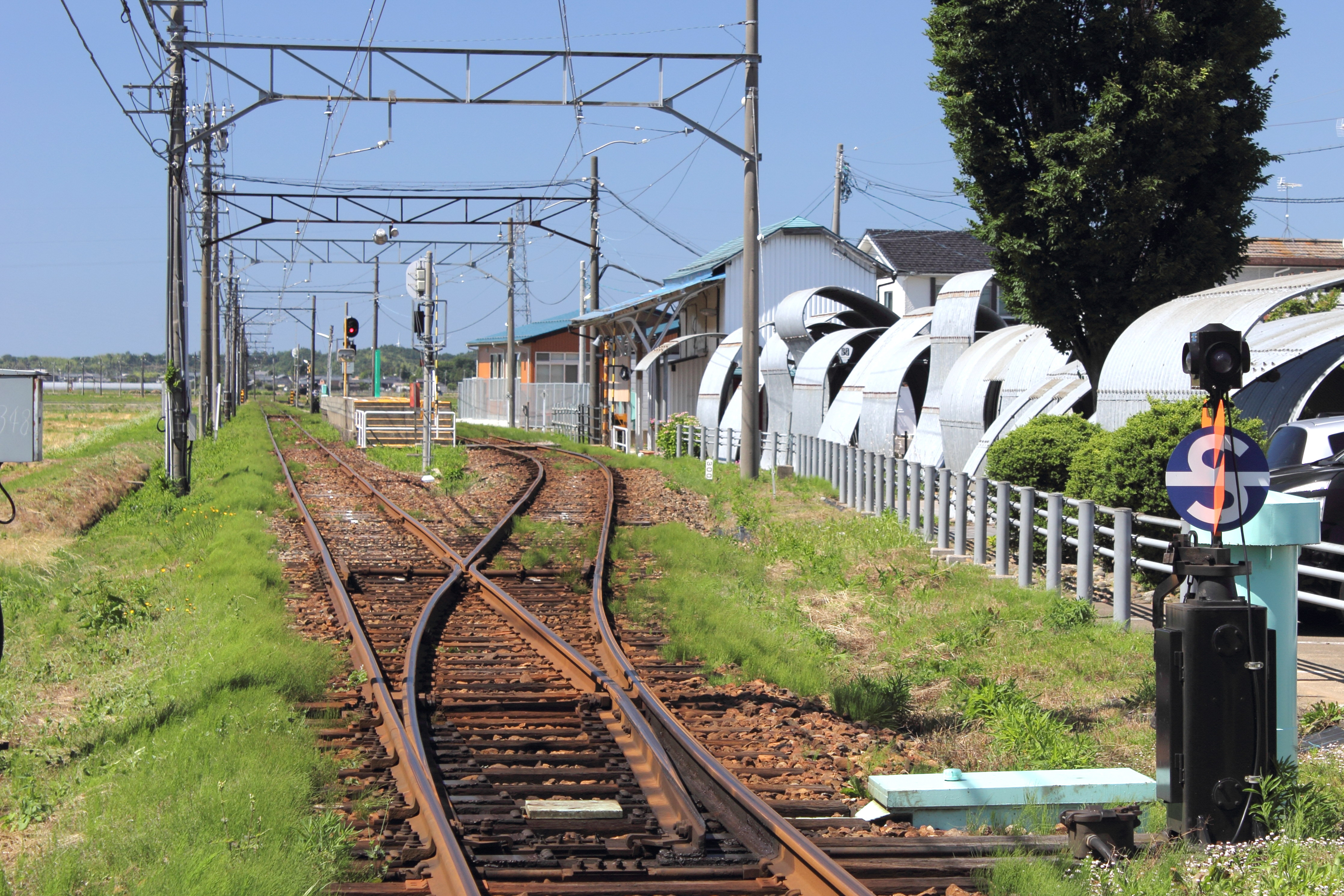
ホーム

島式ホーム1面2線を有する地上駅で無人駅である。ホームの幅は狭く屋根は設置されていない。電車は右側通行で進入する形となっている。
| のりば | 路線        | 方向 | 行先                                    |
| ------ | ----------- | ---- | --------------------------------------- |
| 駅舎側 | ■三国芦原線 | 下り | みくに方面 (あわら湯のまち・三国港方面) |
| 反対側 | ■三国芦原線 | 上り | ふくい方面 (福井方面)                   |

## 利用状況
「坂井市統計年報」によると、1日平均の乗車人員は以下のとおりである。
| 乗車人員推移 | 乗車人員推移 |
| 年度         | 1日平均人数  |
| ------------ | ------------ |
| 2007年       | 75           |
| 2008年       | 78           |
| 2009年       | 82           |
| 2010年       | 78           |
| 2011年       | 73           |
| 2012年       | 65           |
| 2013年       | 81           |
| 2014年       | 84           |
| 2015年       | 81           |
| 2016年       | 76           |
| 2017年       | 73           |
| 2018年       | 71           |
| 2019年       | 65           |
| 2020年       | 52           |
| 2021年       | 56           |
| 2022年       | 57           |

## 駅周辺
当駅周辺は田園風景が広がっている。
- 京福バス 大関駅前停留所
  - 48系統（三国丸岡線） 霞の郷行き、三国駅行き ※休日・年末年始運休
- 坂井西部公園
- 坂井市立大関小学校

## その他
- 大関駅の駅名の由来は諸説あり、現在の駅所在地である地名の大味、駅周辺地名の上関・下関の造語とするもの[1]、町村制発足時の坂井郡大関村とするもの[15]がある。
- 1970年代にワンカップ大関のCMに登場している。
- 2017年（平成29年）3月12日の大相撲平成29年3月場所初日から駅名看板が相撲文字へ変更され[12]、星取表が設置された[10][11]。看板変更は、坂井市とえちぜん鉄道との共同プロジェクトとして[9]、当駅以南の4駅（太郎丸エンゼルランド駅 - 下兵庫こうふく駅間）の駅名変更に合わせ実施された[10][16]。また、これには大関の地名から坂井市立大関小学校の生徒が当時大関の稀勢の里に寄せ書きを送り、その後返礼が届くなどの交流が続けられたことにもよる[11][12][17]。

## 隣の駅
えちぜん鉄道
■三国芦原線
□快速（上りのみ）・■普通
下兵庫こうふく駅 (E36) - 大関駅 (E37) - 本荘駅 (E38)